# Luggau (Gemeinde Dorfgastein)
Luggau (früher auch Lugau) ist ein Dorf und eine Ortschaft in der Gemeinde Dorfgastein im österreichischen Bundesland Salzburg.

## Geografie
Zur Ortschaft Luggau gehören das gleichnamige Dorf Luggau, der Einzelhof Präaugut sowie die Almen Astenalm, Gröbner-Heimalm, Gröbneralm, Kompberg-Heimalm, Kompbergalm, Krinalm, Präaualm, Steindlalm, Stöcklhütte, Walchalm und Wölflalm. Die Ortschaft umfasst 59 Adressen (Stand: 1. April 2020) und hat 185 Einwohner (Stand: 1. Jänner 2025). Sie befindet sich in der Katastralgemeinde Dorfgastein.
Das Dorf Luggau liegt auf einer Höhe von 833 m ü. A. am linken Flussufer der Gasteiner Ache, von dem es durch die Strecke der Tauernbahn getrennt ist. Am südlichen Ortsrand fließt der Luggauer Bach, ein Nebenbach der Gasteiner Ache. Der Bach wird hier von der Tauernbahn über die Luggauer Brücke gequert, die eine Gesamtlänge von 19 m aufweist. Bei Luggau wachsen der Mauer-Doppelsame (Diplotaxis muralis) und das Brand-Knabenkraut (Orchis ustulata).

## Geschichte
Luggau zählt zu den alten Siedlungen im Gasteinertal. Mehrere Güter im Ort werden 1138 in Urkunden des Stiftes Michaelbeuern genannt. Der Ortsname leitet sich aus dem Altslowenischen ab, von lukovati für „spähen“ beziehungsweise Lukova für „Wacht“.
Ein Wolkenbruch oberhalb von Luggau im Jahr 1654 zerstörte 30 Häuser. Es sollen an die 100 Menschen ertrunken sein. Weite Teile des Herzogtums Salzburg wurden von 27. bis 29. Mai 1821 von einer Naturkatastrophe heimgesucht, die durch Schneeschmelze und Dauerregen verursacht worden war. Dabei trat die Gasteiner Ache in die Wiese des Neufang-Bauers unterhalb von Luggau ein und schuf sich so ein neues Flussbett. Auch die Brücke über den Fluss wurde weggerissen. In Luggau und Unterberg gab es noch im späten 19. Jahrhundert den Brauch des Böllerschießens an den Nachmittagen vor Sonn- und Feiertagen, nach denen nicht mehr gearbeitet werden durfte. Ein Brand zerstörte 1941 das Grabengut in Luggau. Dabei starben ein Knecht und 37 Stück Vieh.

## Kultur und Sehenswürdigkeiten
In der Ortsmitte steht eine schlichte Kapelle aus dem 19. Jahrhundert. Sie weist eine runde Apsis und ein Satteldach auf. In ihrem Rundbogen-Tonnengewölbe ist die Heilige Dreifaltigkeit dargestellt. Ein Segmentbogen-Gitter ist mit der Jahreszahl 1862 bezeichnet. Ein Bild zeigt Maria mit Kind, ein weiteres das Gericht des Pontius Pilatus. Eine Christusfigur stammt ebenso wie die übrige Ausstattung aus der zweiten Hälfte des 19. Jahrhunderts.
Das Präaugut ist ein außerhalb des Dorfs gelegener bemerkenswerter Haufenhof. Er besteht unter anderem aus einem dreigeschoßigen Wohnhaus, einem breiten Wirtschaftstrakt und einem als Blockbau errichteten Zuhaus. Beim Präaugut wurde 2018 die Freundschaftskapelle erbaut.
Der Luggauer Pass ist eine der zahlreichen Krampus-Gruppen („Passen“) des Gasteinertals. Er bestand zunächst ab 1955 und wurde 1995 neu gegründet. Zu weiteren in Luggau aktiven Krampus-Gruppen zählen (mit Gründungsjahr in Klammern): der Brandstatt-Pass (1980), der Harbach-Grab’n-Pass (1995), der Kühhager Alm-Pass (1998), der Loareita-Pass (2006), der Präau-Pass (2008), der Seebachschort’n-Pass (2009), der Weiss-Stoa-Pass (2010), der E’Berg-Pass (2011) und der Taxer-Pass (2013).

## Infrastruktur
Das Dorf ist über die Bushaltestelle Luggau Kapelle an den öffentlichen Verkehr angeschlossen.

## Persönlichkeiten
- Andreas Rieser (1908–1966), römisch-katholischer Priester und Verfolgter im Nationalsozialismus